# Haarlem

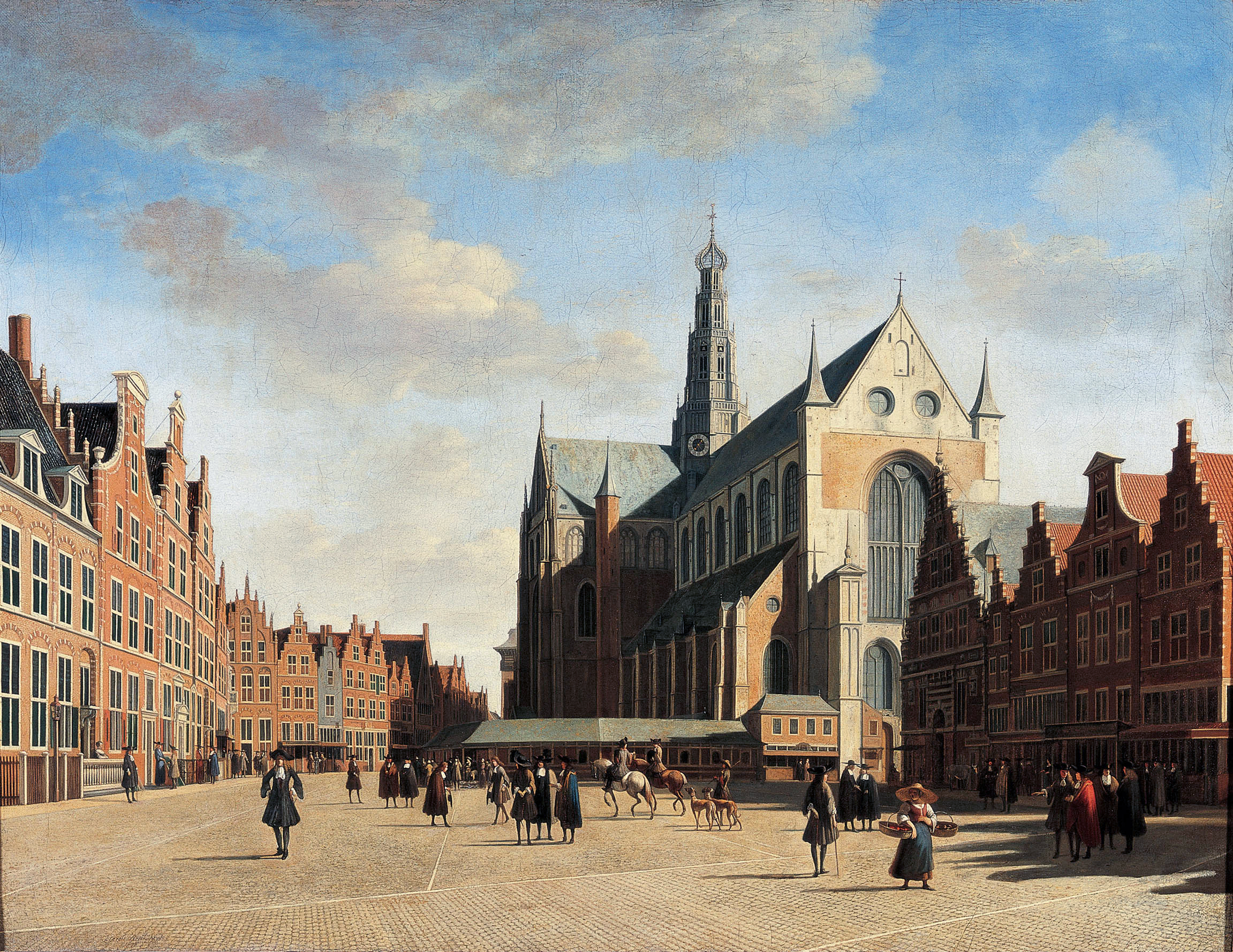
El Grote Markt al 1696

Haarlem és una ciutat al nord-oest dels Països Baixos, capital de la província d'Holanda del Nord. Situada a les ribes del riu Spaarne, rep també el sobrenom de Ciutat de l'Spaarne (Spaarnestad). El terme municipal és de 32,12 km² (dels quals 2,80 km² corresponen a aigua), on viuen 148.885 habitants (2009). Limita al nord amb Velsen i Haarlemmerliede en Spaarnwoude, a l'oest amb Bloemendaal i al sud amb Heemstede i Haarlemmermeer.
Des de 1853 és seu d'un bisbat catòlic.

## Geografia
La ciutat està situada al riu Spaarne, a uns 20 km a l'oest d'Amsterdam i prop de les dunes costaneres. Ha estat el centre històric de la zona de conreu de la tulipa durant segles i porta el sobrenom de 'Bloemenstad' (ciutat de les flors) per aquesta raó.

## Curiositats
L'holandès Peter Stuyvesant fundà el 1658 Nova Haarlem (Nieuw Haarlem) a la costa oriental d'Amèrica del Nord, que (amb posteriors canvis de sobirania de neerlandès a britànic a estatunidenc) acabà formant part de la ciutat de Nova York, sota el nom de barri de Harlem.

## Ajuntament
| Partit                       | regidors (% Vots) 1990 | regidors (% Vots) 1994 | regidors (% Vots) 1998 | regidors (% Vots) 2002 | regidors (% Vots) 2006 |
| ---------------------------- | ---------------------- | ---------------------- | ---------------------- | ---------------------- | ---------------------- |
| PvdA                         | 11 (27,3)              | 9 (21,4)               | 11 (25,1)              | 8 (29,3)               | 11 (25,6)              |
| SP                           | -                      | -                      | 2 (6,2)                | 2 (6,9)                | 7 (18,3)               |
| VVD                          | 6 (14,4)               | 7 (17)                 | 9 (20,6)               | 7 (16,2)               | 7 (17,3)               |
| GroenLinks                   | 4 (10,1)               | 6 (15,8)               | 5 (12,5)               | 5 (12,4)               | 4 (10,4)               |
| CDA                          | 9 (22,9)               | 6 (16,5)               | 5 (13,1)               | 6 (14,7)               | 4 (9,2)                |
| D66                          | 8 (18,8)               | 7 (17,0)               | 3 (7,7)                | 3 (7,5)                | 2 (4,7)                |
| Actiepartij                  | -                      | -                      | -                      | -                      | 1 (3,8)                |
| Partij Spaarnestad           | -                      | -                      | -                      | -                      | 1 (3,0)                |
| ChristenUnie/SGP             | 0 (1,7)                | 1 (2,5)                | 1 (2,3)                | 1 (2,3)                | 1 (2,5)                |
| Ouderenpartij Noord-Holland  | -                      | -                      | -                      | -                      | 1 (2,8)                |
| Stadspartij Leefbaar Haarlem | -                      | -                      | 1 (4,0)                | 7 (16,4)               | -                      |
| Els Verds                    | -                      | -                      | 1 (2,6)                | 0 (2,2)                | -                      |
| Altres                       | - (0,8)                | -                      | - (1,1)                | - (1,0)                | - (0,5)                |

## Persones
- Pieter Teyler van der Hulst (1702-1778) comerciant, banquer i mecènes
- Adriaen van Ostade.(1610-1685), pintor, dibuixant i gravador
- Louis Charles Moulinghen (1753-[...?]), compositor i director d'orquestra.
- Albert de Klerk (1917-1998),organista, director d'orquestra i compositor.

## Agermanaments
- Derby
- Osnabrück

## Llocs d'interès
- Grote Kerk
- Museu Teyler
- Smedestraat 33
- Hoofdwacht